# ماري آن إيسل
ماري آن إيسل (بالإنجليزية: Mary-Ann Eisel)‏ مواليد 25 نوفمبر 1946 في سانت لويس، هي لاعبة كرة مضرب أمريكية. هي إحدى بطلات الجراند سلام.

## النهائيات

### الزوجي
الوصافة
| السنة | البطولة                     | الشريك     | المنافس                      | النتيجة       |
| 1967  | بطولة أمريكا المفتوحة للتنس | دونا فلويد | روزماري كاسالس بيلي جين كينغ | 6–4, 3–6, 4–6 |

### الزوجي المختلط
اللقب
| السنة | البطولة                     | الشريك      | المنافس             | النتيجة  |
| 1968  | بطولة أمريكا المفتوحة للتنس | بيتر كورتيس | جيري بيري توري فرتز | 6–4, 7–5 |

## روابط خارجية
- ماري آن إيسل على موقع رابطة محترفات التنس (الإنجليزية)
- ماري آن إيسل على موقع الاتحاد الدولي لكرة المضرب (الإنجليزية)
- ماري آن إيسل على موقع كأس بيلي جين كينغ (الإنجليزية)
- ماري آن إيسل على موقع خلاصة التنس.كوم (الإنجليزية)